# Bathalaa (Alif Alif-atol)
Bathalaa is een van de onbewoonde eilanden van het Alif Alif-atol behorende tot de Maldiven. Het eiland is in gebruik als resorteiland.